# Destriero (nave)
Il Destriero era un monoscafo in alluminio con carena a V profondo con propulsione a idrogetti costruito dalla Fincantieri, (costruzione 5921 del 1991) che il 9 agosto 1992 percorse 3.106 miglia nautiche senza rifornimento sull'Oceano Atlantico, da New York (faro di Ambrose Light) al faro di Bishop Rock nelle Isole Scilly in Inghilterra in 58 ore, 34 minuti e 50 secondi, alla velocità media di 53,09 nodi (98,323 km/h), impiegando ventuno ore e mezza in meno del precedente record appartenuto al catamarano inglese (del tipo wavepiercing) Hoverspeed Great Britain. La miglior distanza coperta nell'arco di 24 ore è stata di 1.402 miglia nautiche alla velocità media di 58,4 nodi.
L'equipaggio che prese parte all'impresa era composto da Cesare Fiorio, come responsabile e organizzatore, da Odoardo Mancini come comandante, Aldo Benedetti come comandante in seconda, Sergio Simeone come primo ufficiale, Franco De Mei come operatore di telecomunicazioni, Giuseppe Carbonaro come direttore di macchina, Mario Gando e Nello Andreoli come capomacchinisti, Massimo Robino come elettricista, Silvano Federici, Cesare Quondamatteo e Carlo Chiara come motoristi e i tecnici Davide Maccario, Giacomo Petriccione, Giuseppe Valenti e Michael Hurrle.

## Design e costruzione
Il Destriero, nato da un progetto dello studio navale Donald L. Blount and Associated, era equipaggiato con tre turbine a gas General Electric LM1600 (in moduli realizzati dalla tedesca MTU, capaci di sviluppare complessivamente 51 675 hp/38 534 kW (continui) e collegate a tre idrogetti KaMeWa model 125 tramite riduttori Renk-Tacke.
L'autonomia a pieno carico era di oltre 3.000 miglia nautiche con una velocità a pieno carico di oltre 40 nodi e nominale (in dislocamento leggero) di oltre 70 nodi. L'unità aveva inoltre una lunghezza fuori tutto di 67,7 metri, una lunghezza tra le perpendicolari di 60 metri e una larghezza di 13 metri.
Come raccontato dallo stesso progettista, gli studi preliminari per il Destriero iniziarono nel 1989 e portarono già a inizio del 1990 alla scelta della forma definitiva dello scafo (del tipo single chine hullform); il contratto con la Fincantieri venne siglato a maggio dello stesso anno. Il costruttore italiano che in quegli anni stava svolgendo ricerca sul campo degli scafi SES (Surface Effect Ship) per il mercato dei traghetti commerciali, dopo il Destriero si indirizzò e concentrò esclusivamente sui monoscafi ad alte prestazioni.
Contemporaneamente alla costruzione del Destriero, in Svezia si continuarono a svolgere analisi sia in vasca idrodinamica che con modelli di 7 metri sui laghi e sul mare per lo studio del comportamento dello scafo in condizioni reali; era la prima volta in assoluto che si sperimentavano analiticamente le conseguenze dell'interazione tra idrogetti e scafo su di un natante.
La prima piastra in alluminio dello scafo venne tagliata a luglio del 1990 e il taglio di tutte le parti che compongono l'intera nave venne completamente gestita attraverso macchine a controllo numerico (CNC); la costruzione e l'assemblaggio della struttura del Destriero è avvenuta con le stesse modalità e schemi derivati dalla costruzioni delle unità militari della Fincantieri mentre il design e lo studio aerodinamico delle sovrastrutture è stato curato da Pininfarina.
Lo scafo è stato varato il 28 marzo 1991 presso i cantieri Fincantieri di Muggiano, La Spezia.
Per quegli anni si trattava della più grande unità navale completamente in alluminio mai costruita (e che montava i più potenti idrogetti mai sviluppati) ma il Destriero, in virtù delle sue potenziali future applicazioni, soddisfaceva anche altri requisiti come una contenuta accelerazione verticale in navigazione con mare mosso, e un basso livello di rumorosità nella zona equipaggio. Inoltre, come riportato dallo stesso Blount, il Destriero dimostrava una notevole efficienza energetica e propulsiva con prestazioni, anche in termini di accelerazione e decelerazione, pari a quelle di un'auto sportiva che giustificavano, in termini di arredamenti interni, l'adozione di soluzioni derivate dalle corse automobilistiche.
Secondo quanto certificato dalla società di classificazione Det Norske Veritas (DNV), la struttura del Destriero consentiva velocità fino a 65 nodi con condizioni del mare Forza 4 (con onde di altezza fino 2,5 metri) e fino a 30 nodi con condizioni del mare Forza 5-6 (con onde di altezza fino 5 metri).

## La corsa per il Nastro Azzurro e le controversie sulla sua assegnazione
L'impresa fu voluta e patrocinata dal ricco uomo d'affari e principe ismailita Karim Aga Khan e appoggiata dalla FIAT di Gianni Agnelli e dall'IRI di Franco Nobili. L'operazione aveva lo scopo di superare i record stabiliti nell'attraversamento dell'Atlantico e riconosciuti con il cosiddetto Nastro Azzurro e, a partire dagli anni trenta, premiati dalla Hales Trophy.
La Hales Trophy, istituita nel 1932 dall'armatore e uomo politico inglese Harold Keates Hales, non deve essere confusa con il più informale Nastro Azzurro, poiché quest'ultimo va inteso come un semplice riconoscimento visivo (una striscia di seta azzurra generalmente issata sull'alberatura delle navi passeggeri di linea in servizio sulla rotta atlantica da est verso ovest), mentre la Hales Trophy è un vero e proprio trofeo che viene tuttora conferito a qualsiasi tipo di nave passeggeri purché di tipo commerciale che attraversi quest'oceano in entrambe le direzioni.
Per questo motivo il record del Destriero ha sollevato diverse polemiche. La prima è che la società di classificazione originaria DNV aveva registrato l'unità come (private) Yacht Light Craft e non come nave passeggeri commerciale; è questa la ragione per la quale il Destriero non ha potuto gareggiare per la Hales Trophy. Proprio al riguardo lo stesso Fiorio, responsabile dell'organizzazione, ebbe a dichiarare: «gli inglesi parlano dell'Hales Trophy, al quale noi non aspiriamo, confondendolo con il Nastro Azzurro, per il quale invece abbiamo tutte le carte in regola».
Ma anche relativamente al Nastro Azzurro, tra gli storici navali vi è chi contesta al Destriero la validità della sua attribuzione, poiché si tratterebbe di una unità che nel tentativo di record non stava svolgendo regolare servizio passeggeri sull'Atlantico e perché l'impresa si è compiuta sulla rotta New York - Bishop Rock (da ovest verso est) anziché che da est verso ovest, come avveniva per le grandi navi di linea; infatti nella corsa di andata il Destriero, incappando in una tempesta, aveva fallito la prova ed era arrivato a New York dopo più di 100 ore. Una simile controversia aveva caratterizzato nel 1990 il record stabilito dal catamarano Hoverspeed Great Britain che aveva ridotto di due ore il primato di attraversata conquistato nel 1952 dal transatlantico di linea United States.
A ogni modo il 5 settembre 1992 il successo del Destriero sulla rotta New York - Bishop Rock veniva festeggiato a Porto Cervo in Sardegna e la nave, non solo era bardata con il Nastro Azzurro, ma veniva anche premiata con il Virgin Atlantic Trophy da parte del magnate inglese Richard Branson e con il Columbus Atlantic Trophy da parte del New York Yacht Club e dello Yacht Club Costa Smeralda, per la doppia traversata. In quell'occasione lo stesso Aga Khan annunciava che «il Destriero, a breve, potrebbe affrontare una nuova sfida attraverso l'Oceano Pacifico».
In quell'evento, inoltre, si sottolineava che l'impresa del Destriero si poneva in linea con quella del transatlantico italiano Rex che 60 anni prima aveva vinto il Nastro Azzurro, riportando l'Italia ai vertici della marineria internazionale. Tuttavia è curioso notare che il Destriero, sempre secondo quanto riportato nelle schede della DNV, in realtà non battesse bandiera italiana, bensì delle Bahamas (Port Nassau) e la proprietà fosse della Bravo Romeo Ltd., società con sede a Dublino, Irlanda.

## L'eredità e il destino delDestriero
La realizzazione del Destriero aprì le porte allo sviluppo di un'ampia serie di veloci traghetti commerciali. Da quest'esperienza, Fincantieri ha dato via alla costruzione di una serie di unità veloci tra le quali la serie MDV 1200, MDV 2000 e MDV 3000 ed è stata scelta per lo sviluppo della carena nella proposta Lockheed Martin Team per il controverso e costoso programma della marina degli Stati Uniti denominato Littoral Combat Ship. Tuttavia del Destriero, dopo i successi degli anni novanta, gli annunci di una possibile traversata dell'Oceano Pacifico e di un improbabile giro intorno al mondo, a un certo punto si sono perse le tracce. Vi è stato un breve riferimento al suo abbandono nel canale dei Navicelli vicino a Pisa, in occasione di un'indiscrezione secondo cui l'Aga Khan stesse probabilmente preparando in segreto una nuova sfida per compiere la traversata dell'Atlantico in meno di 48 ore con il suo nuovo megayacht Alamshar, come originariamente riportato dal quotidiano inglese Telegraph e poi ripreso dal Corriere della Sera.  Nel 2008, alcune indiscrezioni apparse sul quotidiano Daily Mail hanno invece riportato che l'Alamshar non si era dimostrato in grado di sviluppare gli oltre 60 nodi richiesti per battere il record di velocità per superyacht e che l'Aga Khan fosse in procinto di valutare una causa multimilionaria contro il cantiere Babcock Marine, costruttore dell'unità.
Nel 2008 si è appreso che il Destriero è stato abbandonato per diversi anni presso il bacino nº 3 della base navale di Devonport nei pressi di Plymouth, Regno Unito, affiancato dallo storico motoryacht Kalamoun, come visibile dalle foto pubblicate su Irish Sea Shipping - The Online Shipping Magazine. A inizio del 2009 è stata data notizia dello spostamento dell'unità da Plymouth verso Brema, in Germania, tramite un mezzo navale speciale (non ha quindi navigato con i propri propulsori), così come riferito dalla rivista specializzata IBI - International Boat Industry.
Sia il Destriero che il Kalamoun sono stati fotografati a febbraio 2009 presso gli importanti cantieri Lürssen sul fiume Weser vicino alla città di Lemwerder nei pressi di Brema, così come riportato e visibile nei Forum Yachtforums.com, Yachtspotter.com e in Bing Maps. La Lürssen Yachts è uno dei leader mondiali nella costruzione e personalizzazione di superyacht ma anche di mezzi navali speciali e militari.
Il 24 luglio 2012, presso lo stabilimento Fincantieri di Muggiano (La Spezia), si sono celebrati i vent'anni dalla storica traversata con una cerimonia alla quale sono intervenuti Aldo Benedetti, il comandante in seconda del Destriero, Cesare Fiorio, uno dei piloti e alcuni dei restanti membri dell'equipaggio. Tuttavia, a inizio 2012 risultava ancora in Germania, sempre presso i cantieri Lürssen, immobilizzata a terra e in pessimo stato di conservazione.
Il 9 dicembre 2021, Alberto Scuro, presidente della commissione Motorismo storico degli Stati generali del patrimonio italiano nonché presidente dell'Automotoclub Storico Italiano, ha rivolto un appello al principe Karim Aga Khan per ricevere ulteriori informazioni sullo stato del Destriero, anticipando di voler richiedere al ministro della Cultura Dario Franceschini l'apposizione del vincolo di bene culturale.

## Il trentesimo anniversario
Il 3 agosto 2022 presso il cantiere di Muggiano (La Spezia) si è tenuta una cerimonia in occasione del trentesimo anniversario dell'impresa della nave Destriero. L'evento, organizzato dagli Stati Generali del Patrimonio Italiano e dalla Fondazione Fincantieri, ha visto la consegna degli attestati del trentennale ai componenti dell'equipaggio – incluso Cesare Fiorio – e al team di dirigenti e tecnici che consentì la riuscita del record. È stata inoltre ricordata la figura di Corrado Antonini, presidente di Fincantieri. La cerimonia è stata presieduta dal generale Claudio Graziano, presidente di Fincantieri, e dal professor Ivan Drogo Inglese, presidente dell'ente Stati generali del Patrimonio Italiano.

## La demolizione
Il 2 maggio 2024 viene annunciata l'avvenuta demolizione del Destriero presso i cantieri Lurssen di Lemwerder.
L'imbarcazione in precedenza era già stata privata degli idrogetti KaMeWa, tirata in secca era stata quindi esposta agli agenti del tempo che avevano procurato grosse falle allo scafo di alluminio.
La notizia della demolizione ha fatto emergere la trattativa in corso tra la società proprietaria Bravo Romeo ltd e l'ente Stati Generali del Patrimonio Italiano che prevedeva la cessione dell'imbarcazione ad un valore simbolico e la successiva costituzione della Fondazione Destriero.

## La Fiat Destriero Stola
A cornice di questa impresa, Fiat presentò nella primavera del 1992 presso il proprio stand al Salone dell'automobile di Torino un prototipo denominato Destriero. In pratica un tender su quattro ruote a disposizione dell'equipaggio a Porto Cervo prima della partenza per l'Inghilterra.
Riprendendo la moda delle spiaggine degli anni sessanta, era basata sulla Fiat Panda 1000 Fire e ne vennero costruiti due soli esemplari dalla Stola s.p.a. di Torino.
Il primo, specifico per quell'evento, era colorato in un celeste acqua marina con gli interni bianchi, il secondo era blu scuro con gli interni grigio chiaro e fu donato dal Centro Stile Fiat all'avvocato Gianni Agnelli.
Entrambi omologati con il nulla osta della Fiat; il telaio del primo corrisponde a ZFA141A0004604624 e la targa era TO64254R.

## Galleria d'immagini

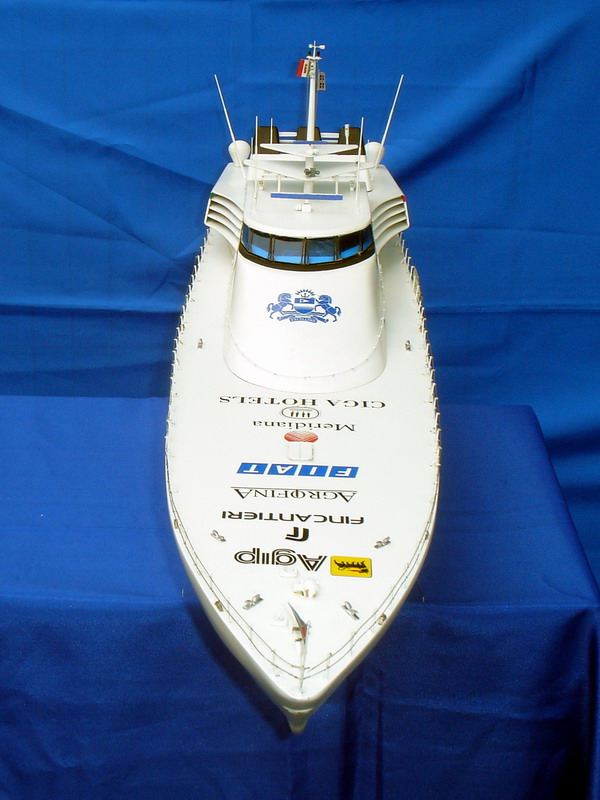
Modello in scala del Destriero, vista da prua
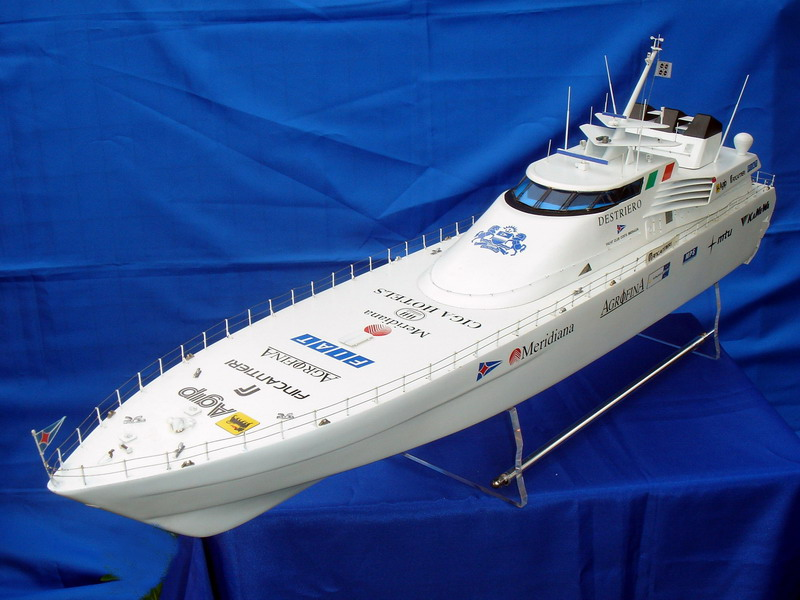
Modello in scala del Destriero, vista da sinistra
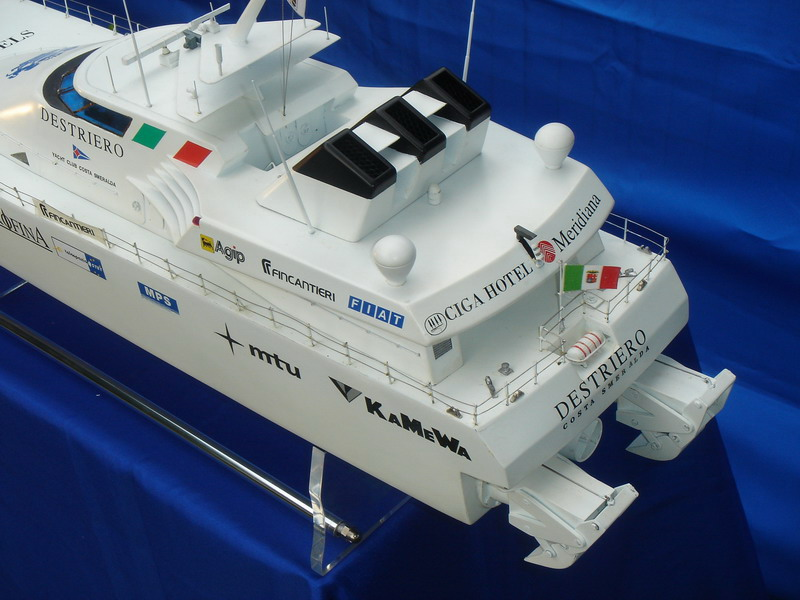
Modello in scala del Destriero, dettaglio della zona poppiera
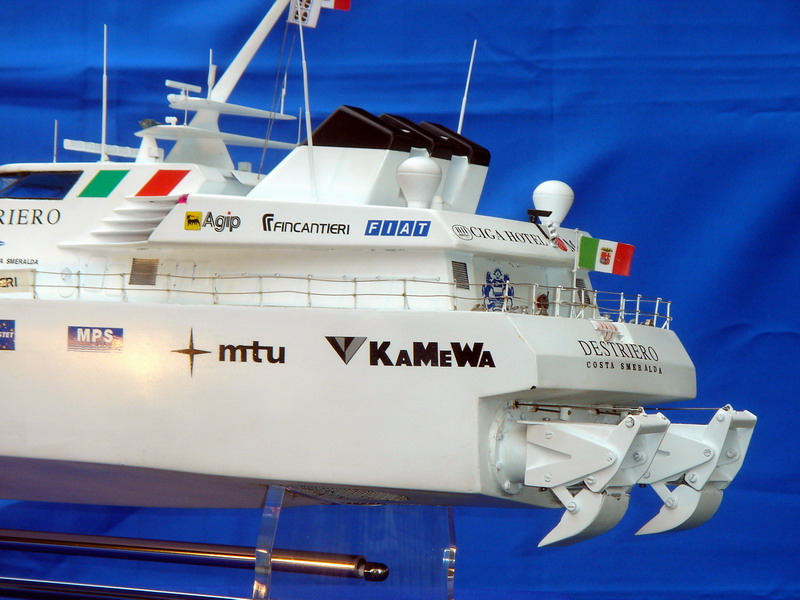
Modello in scala del Destriero, dettaglio della zona poppiera
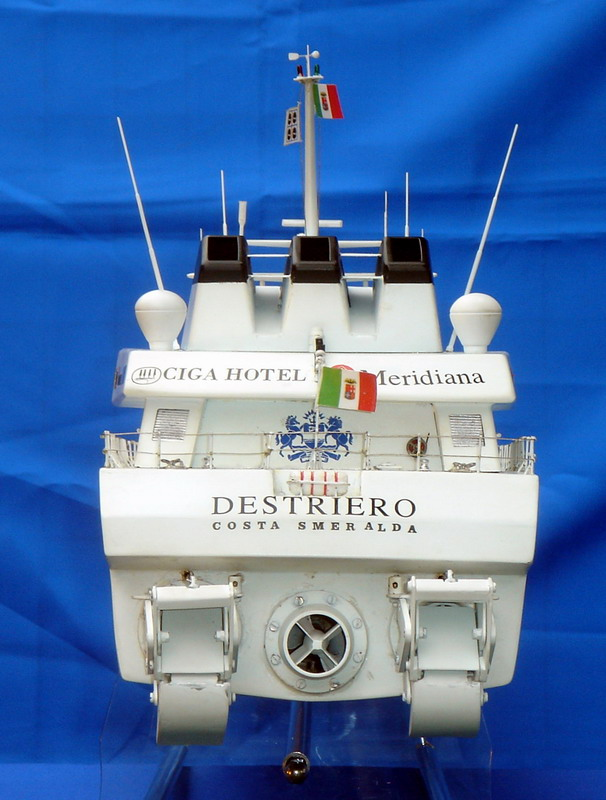
Modello in scala del Destriero, dettaglio della zona poppiera
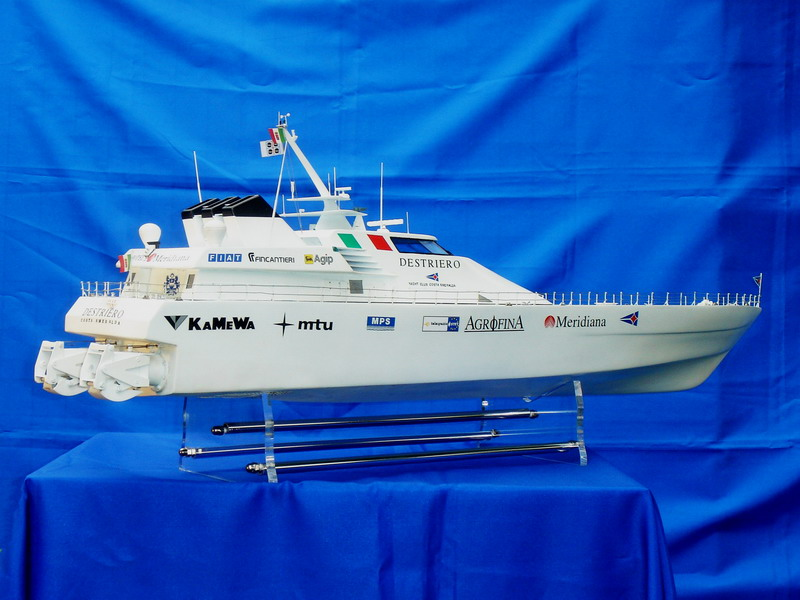
Modello in scala del Destriero, vista da dritta
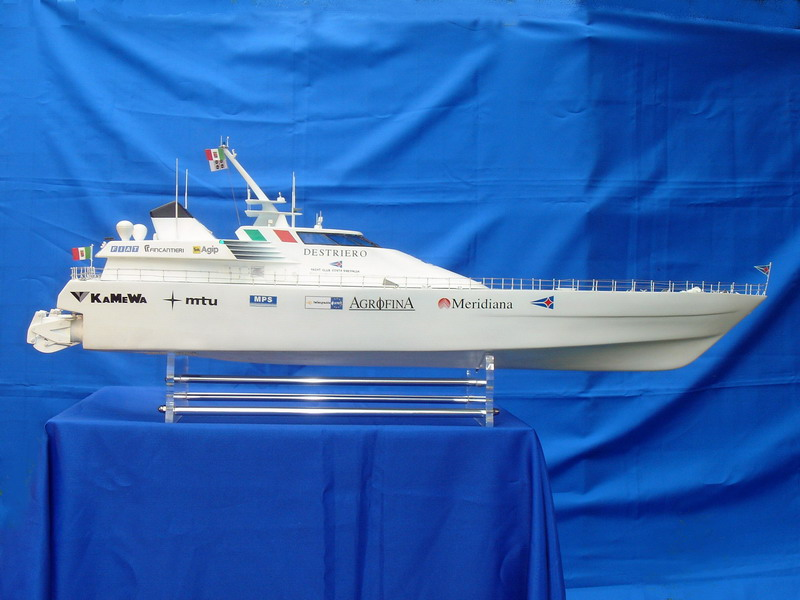
Modello in scala del Destriero, vista da dritta
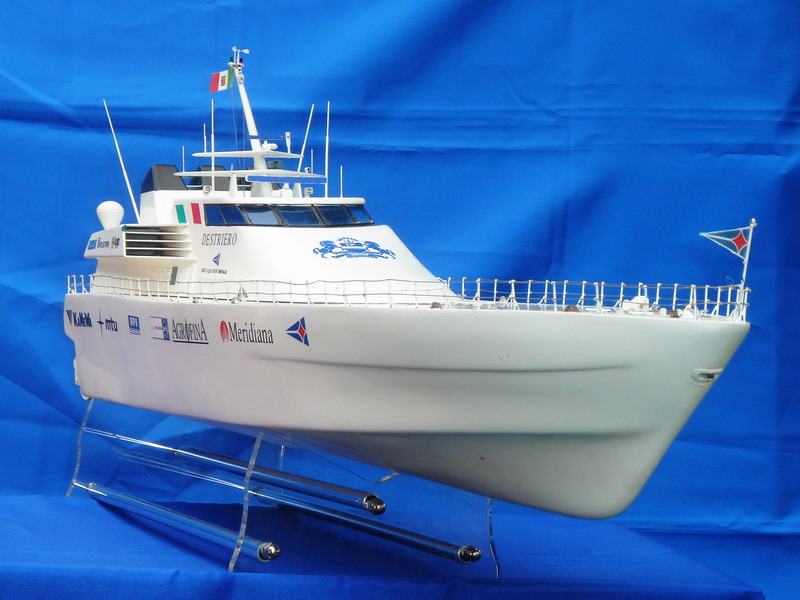
Modello in scala del Destriero, vista da dritta
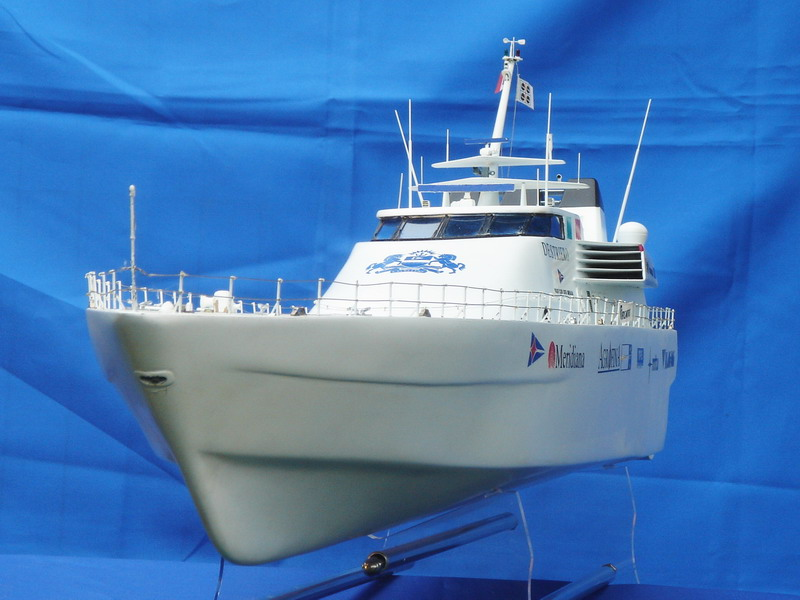
Modello in scala del Destriero, vista da sinistra
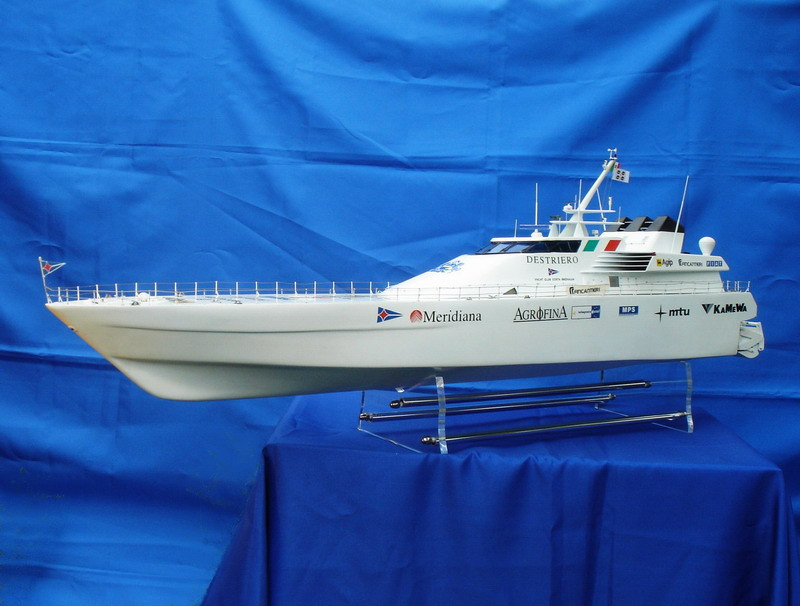
Modello in scala del Destriero, vista da sinistra
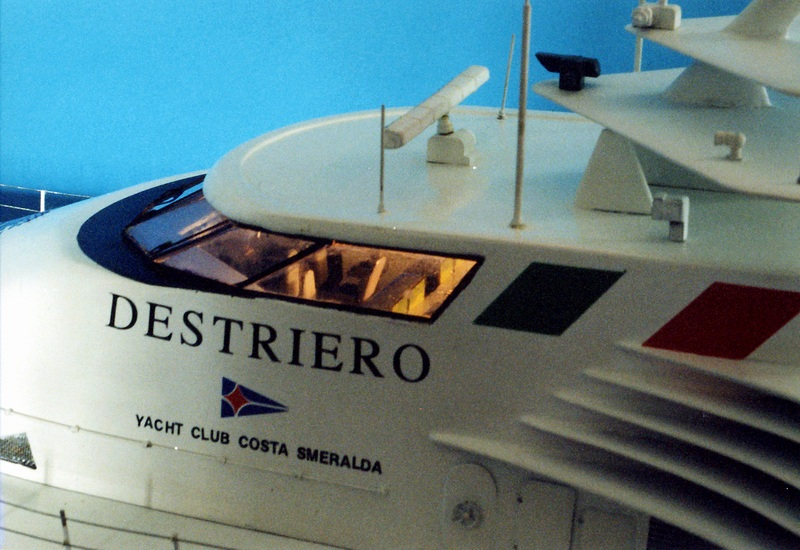
Modello in scala del Destriero, dettaglio della plancia comando
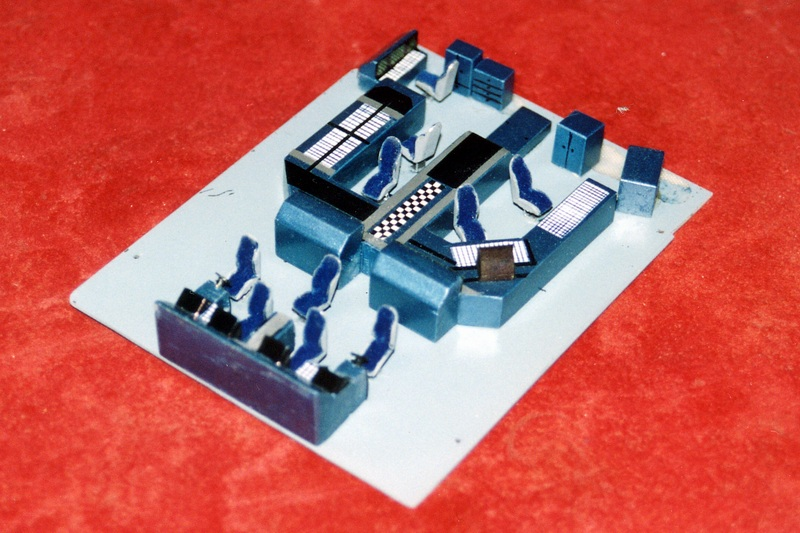
Modello in scala del Destriero, interno della plancia comando